# 長寧公主
長寧公主（ちょうねいこうしゅ、生没年不詳）は、唐の中宗の娘。母は韋皇后。同母妹に安楽公主がいる。

## 経歴
聖暦年間、叔母の太平公主・妹の安楽公主らとともに府衛を設立した。神龍年間、公主に進封され、待遇は親王と等しく、食邑2千5百戸を受けた。
公主が楊慎交に降嫁すると、楊務廉に命じて東都に邸を造営させ、完成すると楊務廉を将作大匠に抜擢した。また長安の高士廉の旧邸と左金吾衛の故営を合わせて邸宅とし、三重の楼閣を建て、人工の山を築き、池を浚渫した。皇帝や皇后の臨御を仰いで、酒を置いて詩を賦した。また坊の西の空き地に広大な蹴鞠場を作った。 
東都の永昌県が廃止されると、公主はその県治を自分の官邸とし、巨費を投じて整備した。また魏王李泰の旧邸を獲得して別荘とした。公主は母の韋后の偏愛を受けて、奢侈濫費にふけり、売官をはじめとした不法行為を横行させた。韋后の奪権が失敗して殺されると、楊慎交は絳州別駕に左遷され、公主もともに流された。公主の東都の邸は、結局公主が住むことはなく、景雲祠として活用された。長安の邸は売却されて、木石の値は銭20億万に及んだ。 
開元16年（728年）、楊慎交が世を去ると、公主は蘇彦伯に再嫁した。

## 伝記資料
- 『新唐書』巻八十三 列伝第八「諸帝公主伝」